# Норвегия на зимних Олимпийских играх 1928
Норвегия принимала участие в зимних Олимпийских играх 1928 года и завоевала шесть золотых, четыре серебряных и пять бронзовых медалей.

## Медалисты
| Медаль  | Спортсмен            | Вид спорта         | Дисциплина                 |
| ------- | -------------------- | ------------------ | -------------------------- |
| Золото  | Йохан Грёттумсбротен | Лыжные гонки       | Мужчины, 18 км             |
| Золото  | Йохан Грёттумсбротен | Лыжное двоеборье   | Мужчины                    |
| Золото  | Соня Хени            | Фигурное катание   | Женщины, одиночное катание |
| Золото  | Альф Андерсен        | Прыжки с трамплина | Мужчины                    |
| Золото  | Бернт Эверсен        | Конькобежный спорт | Мужчины, 500 м             |
| Золото  | Ивар Баллангруд      | Конькобежный спорт | Мужчины, 5.000 м           |
| Серебро | Оле Хегге            | Лыжные гонки       | Мужчины, 18 км             |
| Серебро | Ханс Виньяренген     | Лыжное двоеборье   | Мужчины                    |
| Серебро | Сигмунд Рууд         | Прыжки с трамплина | Мужчины                    |
| Серебро | Бернт Эверсен        | Конькобежный спорт | Мужчины, 1500 м            |
| Бронза  | Рейдар Эдегор        | Лыжные гонки       | Мужчины, 18 км             |
| Бронза  | Йон Снерсруд         | Лыжное двоеборье   | Мужчины                    |
| Бронза  | Роальд Ларсен        | Конькобежный спорт | Мужчины, 500 м             |
| Бронза  | Ивар Баллангруд      | Конькобежный спорт | Мужчины, 1500 м            |
| Бронза  | Бернт Эверсен        | Конькобежный спорт | Мужчины, 5.000 м           |